# Rô phi Korogwe
Oreochromis korogwe (Korogwe tilapia) là một loài cá thuộc họ Cichlidae. Nó được tìm thấy ở Kenya và Tanzania. Các môi trường sống tự nhiên của chúng là sông và hồ nước ngọt.